# Pietro Fancelli
Pietro Fancelli (Bologna, 18 maggio 1764 – Pesaro, 22 gennaio 1850) è stato un pittore e scenografo italiano neoclassico.

## Biografia
Pietro Fancelli nacque a Bologna il 18 maggio 1764, figlio di Petronio Fancelli e Orsola Benedelli. Nel 1774 la sua famiglia si trasferì a Venezia, dove studiò Belle Arti sotto la guida del padre e del pittore bresciano Lodovico Gallina. Nel 1784, vinse il Premio Marsili Aldrovandi con il dipinto di Giasone e Medea (in mostra all'Accademia di belle arti di Bologna). Ritornò poco dopo a Bologna, dove frequentò l'Accademia Clementina, dove studiò in particolare le opere dei Carracci. In questo periodo la pittura bolognese era prevalentemente dominata dalla famiglia Gandolfi, ma Fancelli riuscì comunque a ritagliarsi un suo spazio; le sue opere vennero descritte come a metà tra l'antica e la nuova arte dei Gandolfi, ma di qualità superiore rispetto ad alcuni gandolfiani come Domenico e Francesco Pedrini. Nel corso della sua carriera si allontanerà dal modello gandolfiano verso uno stile neoclassico.
Nel 1791 vinse il premio Curlandese con Morte di Virginia, custodito nelle Collezioni comunali d'arte di Bologna.
Realizza alcune pitture murali per i monumenti funebri del Chiostro III del cimitero monumentale della Certosa di Bologna: le tombe Castelli Conti, Malvezzi, Cospi, Ratti Isolani, Malvezzi Campeggi, Gnugni Borghi, Tartagni Marvelli, Magnani, Martinelli, Cacciari e Bargellini.

## Galleria d'immagini

Tombe dipinte nella Certosa di Bologna
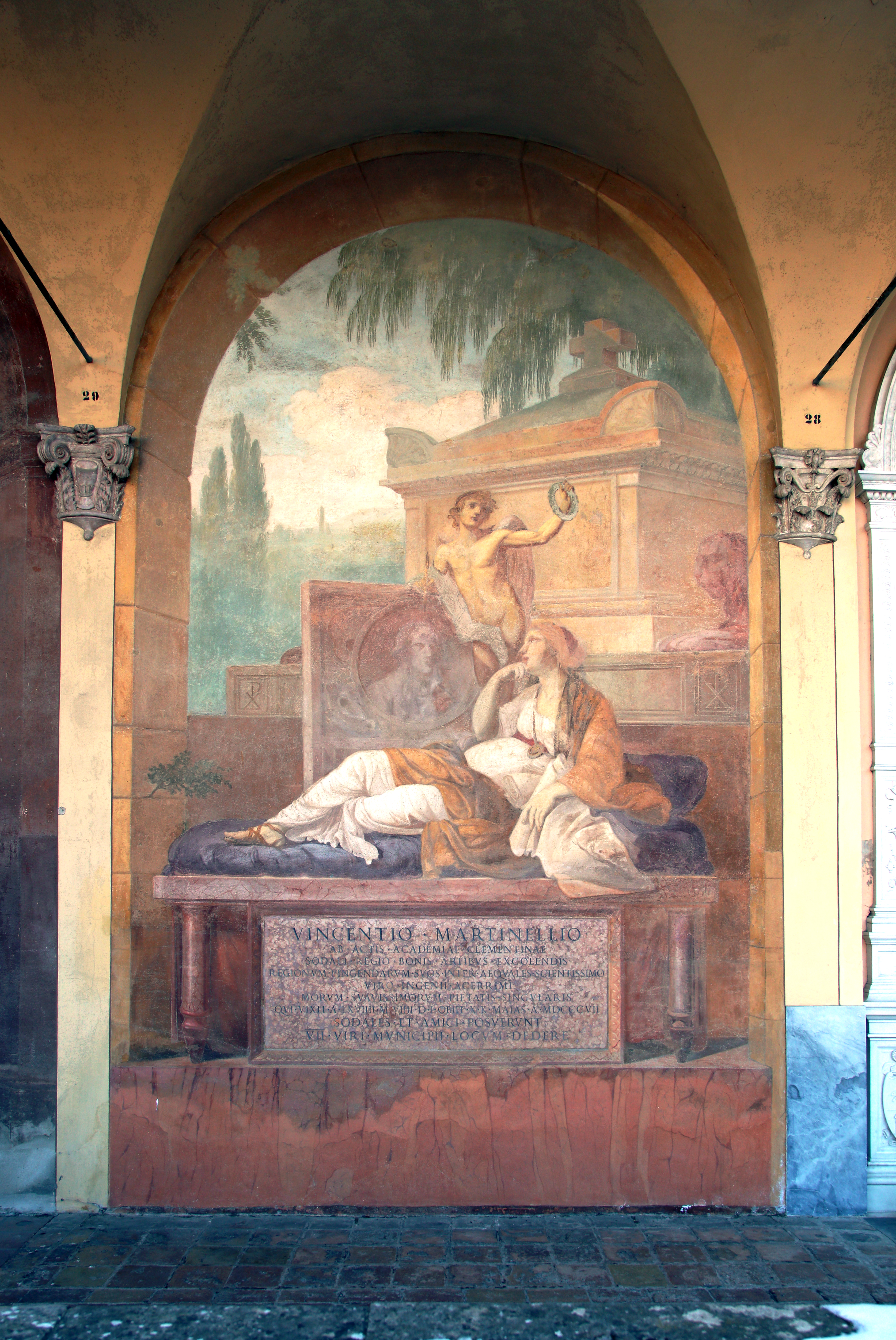
Monumento Martinelli
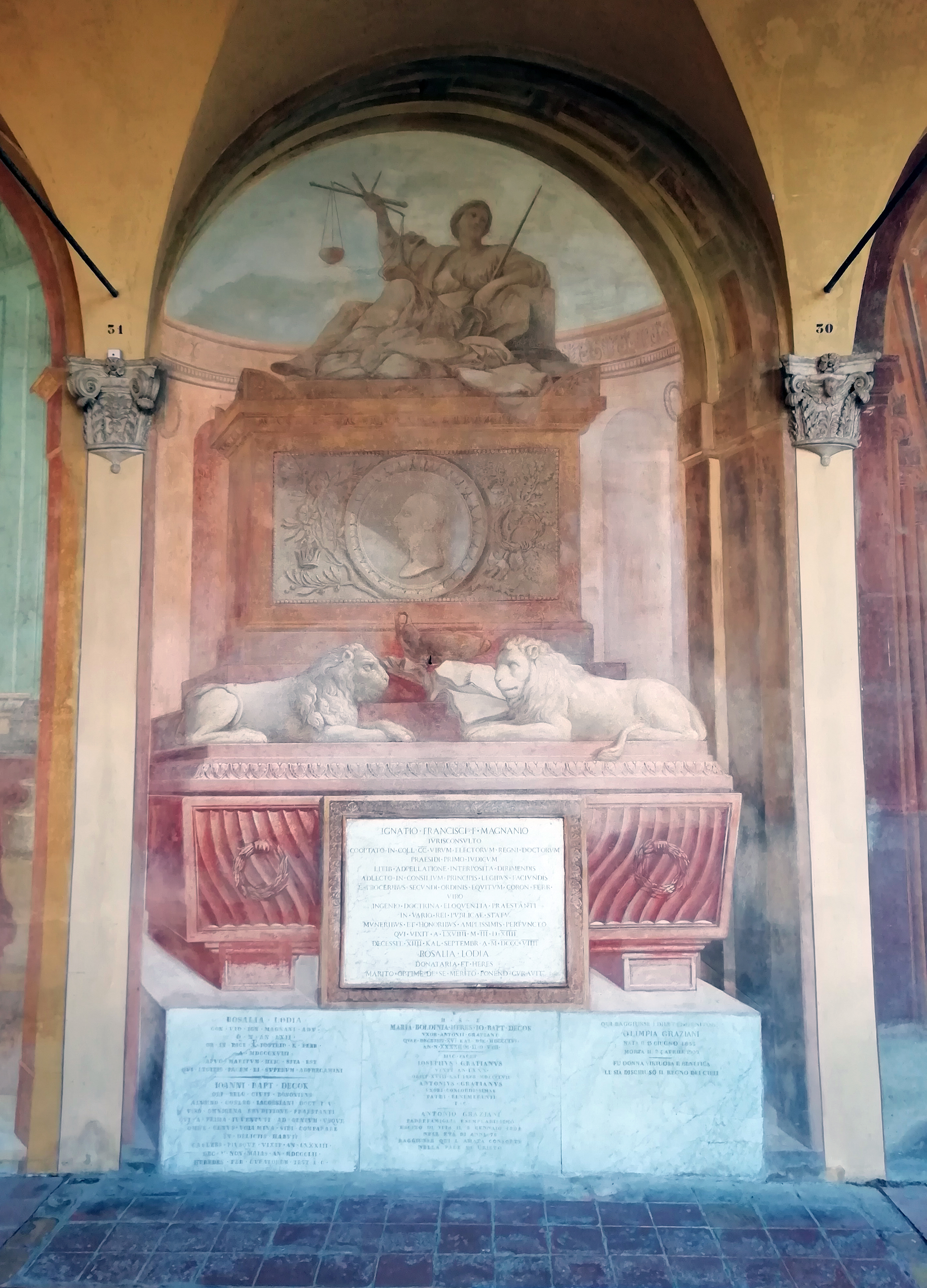
Monumento Magnani
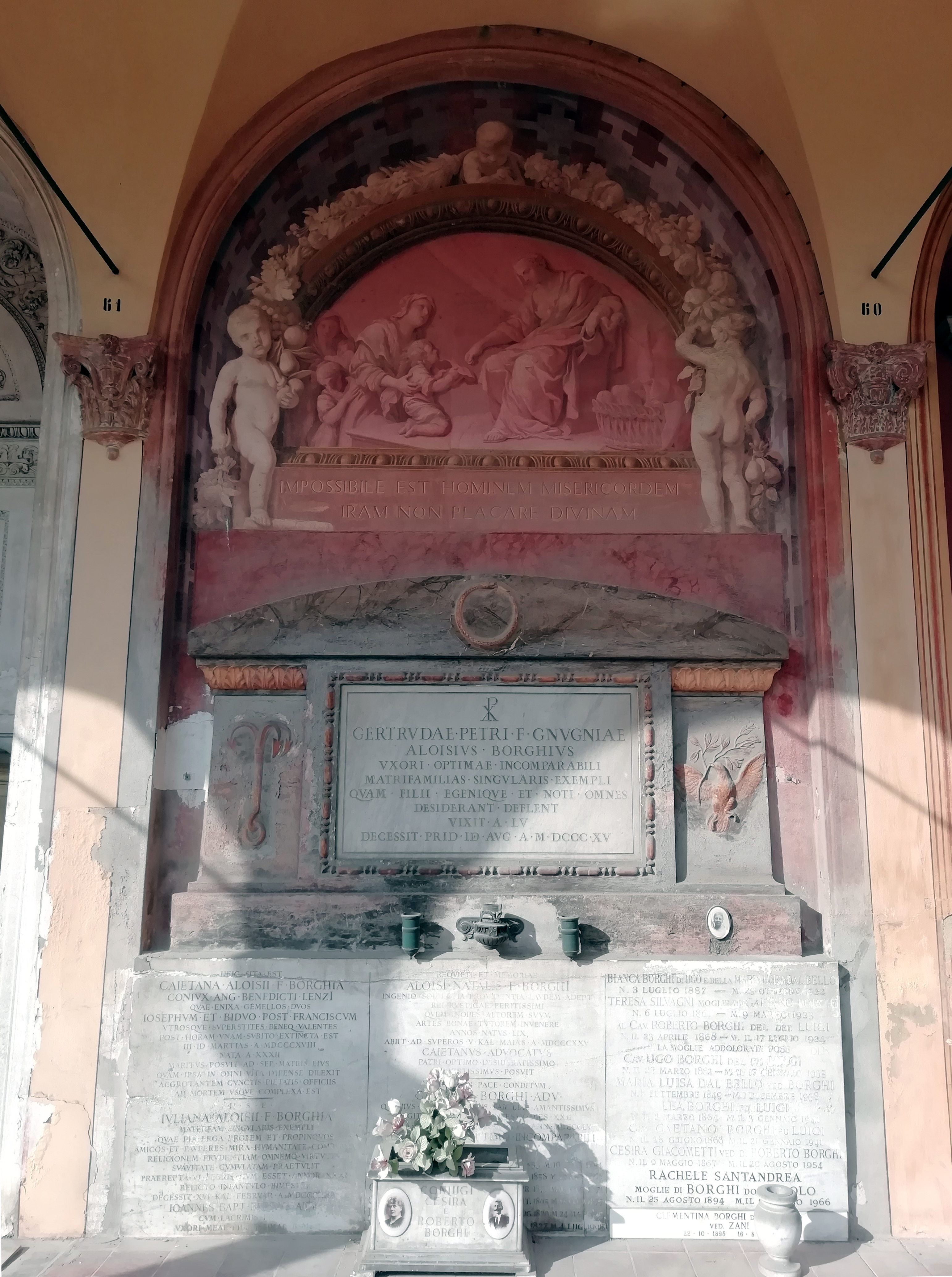
Monumento Gnudi Borghi
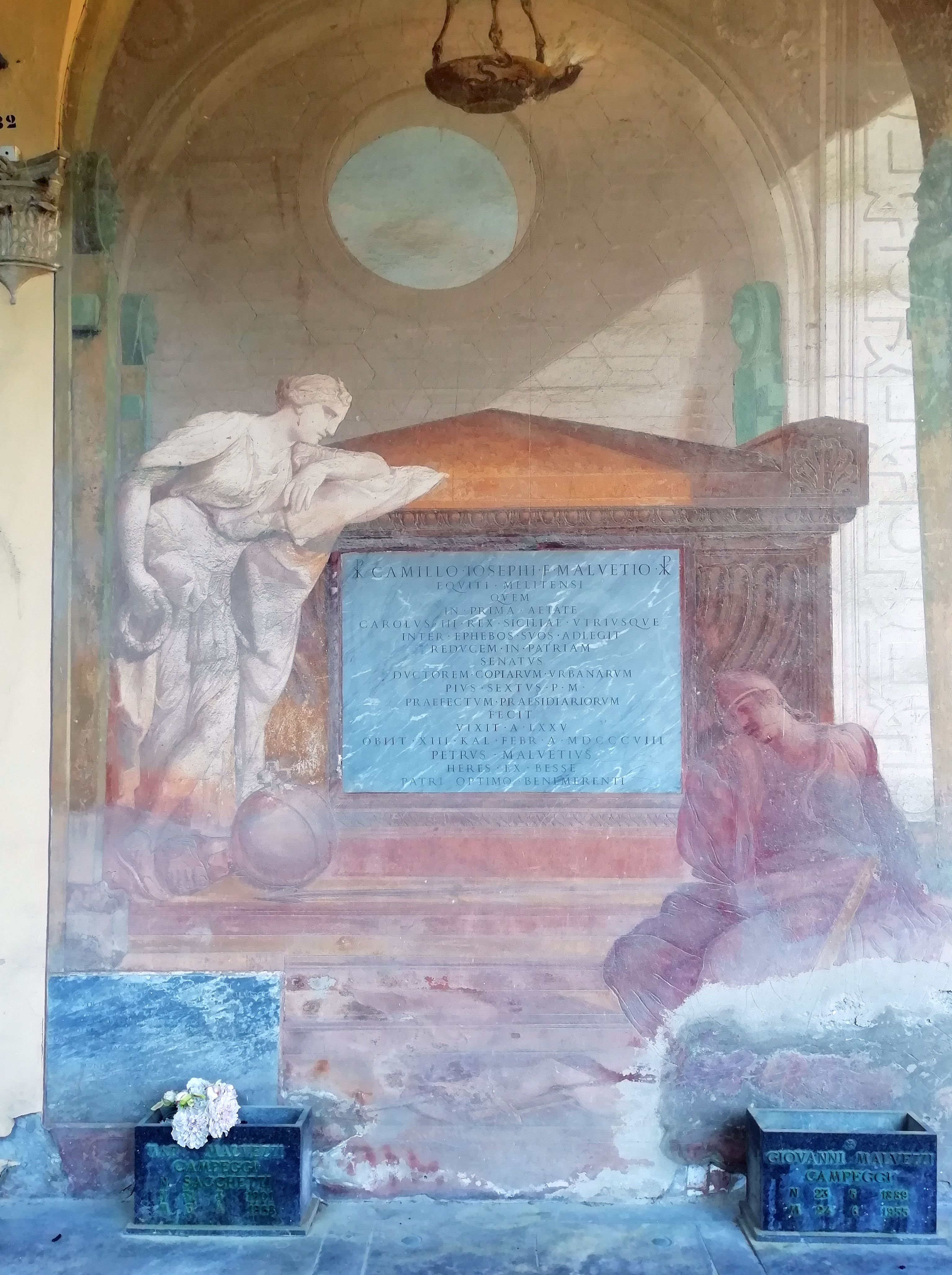
Monumento Malvezzi
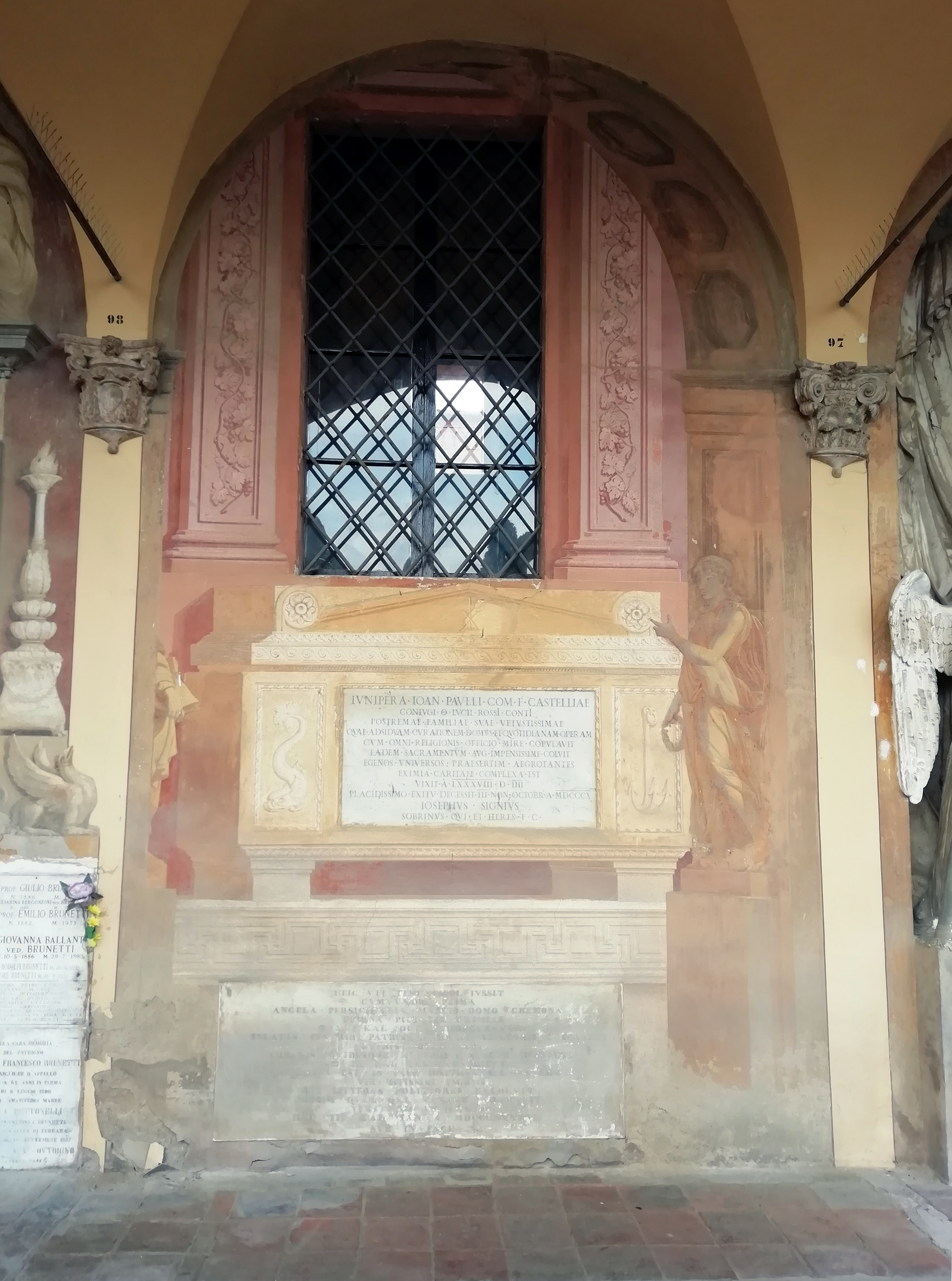
Monumento Castelli
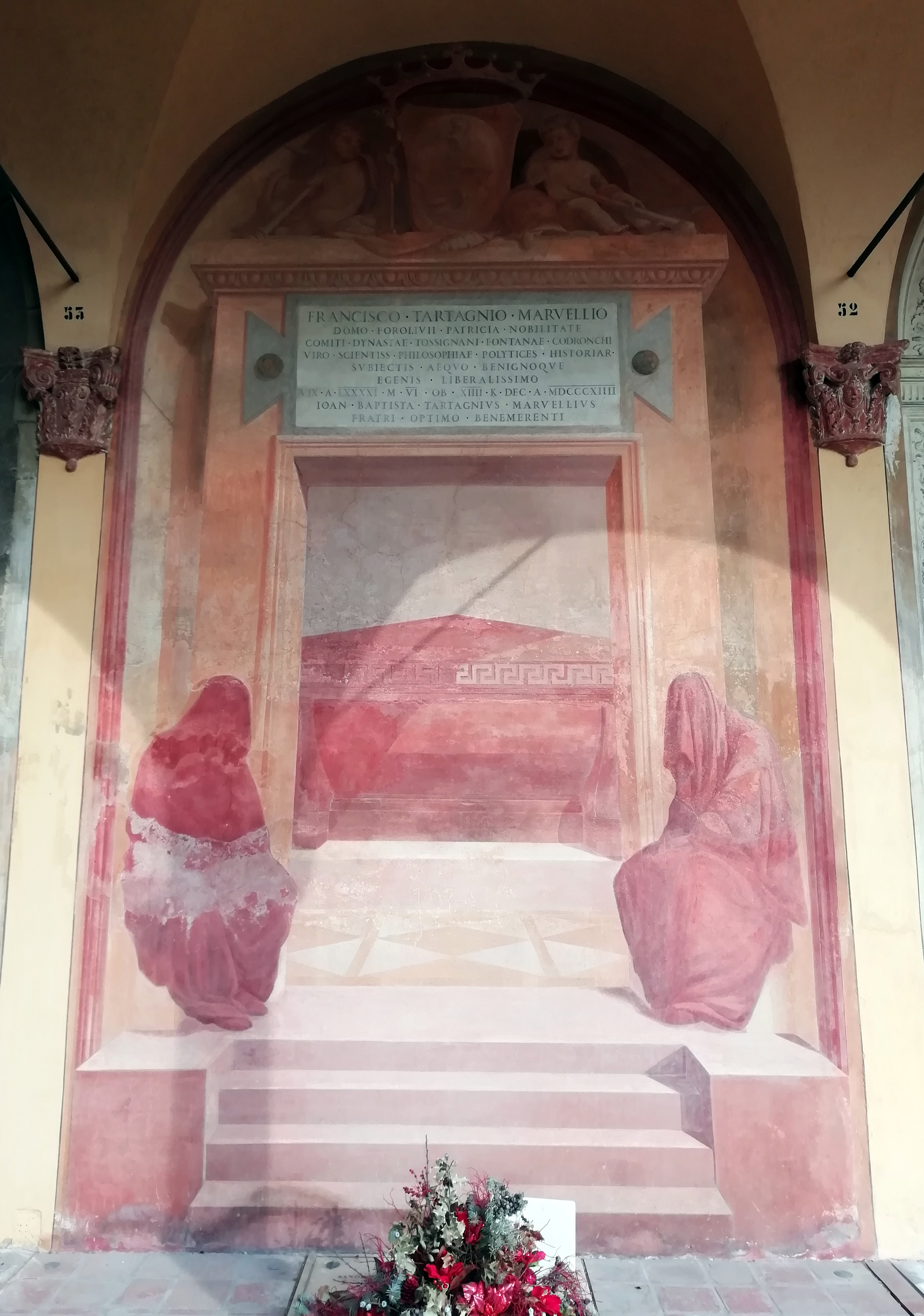
Monumento Tartagni
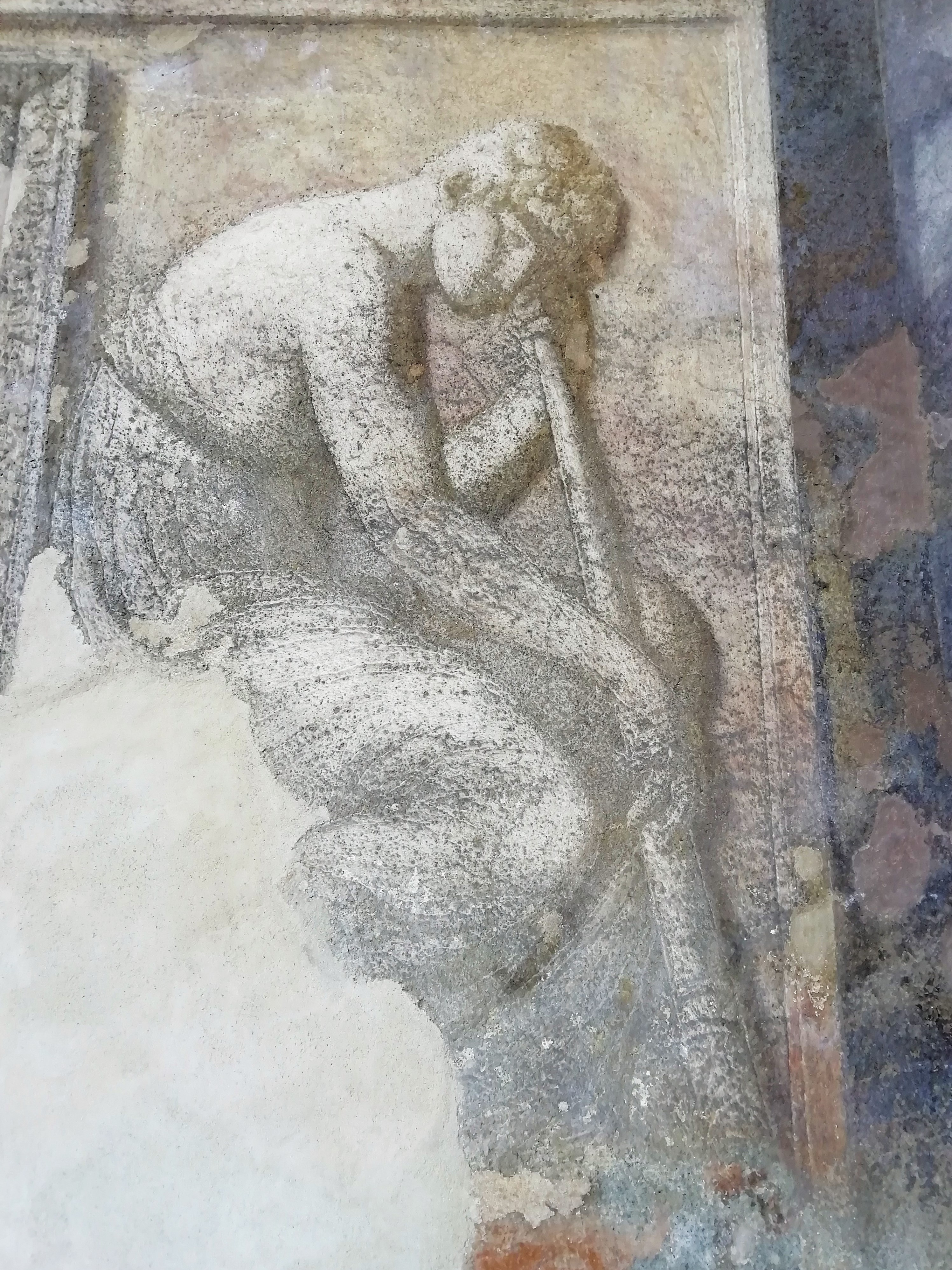
Monumento Bargellini, dettaglio